# 哈里奇港 (麻薩諸塞州)
哈里奇港（英語：Harwich Port）是位於美國麻薩諸塞州巴恩斯特布爾縣的一個普查規定居民點。

## 人口
根據2020年美國人口普查的數據，哈里奇港的面積為7.46平方千米，當中陸地面積為6.82平方千米，而水域面積為0.64平方千米。當地共有人口1899人，而人口密度為每平方千米254.56人。